# Tiny Gallon
Keith Gallon, detto Tiny (Vallejo, 18 gennaio 1991), è un ex cestista statunitense.

## Carriera
È stato selezionato dai Milwaukee Bucks al secondo giro del Draft NBA 2010 (47ª scelta assoluta).

## Palmarès
- McDonald's All-American Game (2009)